# Tofssottyrann
Tofssottyrann (Knipolegus lophotes) är en fågel i familjen tyranner inom ordningen tättingar.

## Utseende och läte
Tofssottyrannen är en omisskännlig fågel, med helt svart fjäderdräkt och en lång och tunn huvudtofs. Könen är lika. I flykten syns en vit vingfläck. Fågeln är vanligen tystlåten, med en kort, vass och nasal sång: "djew-pew".

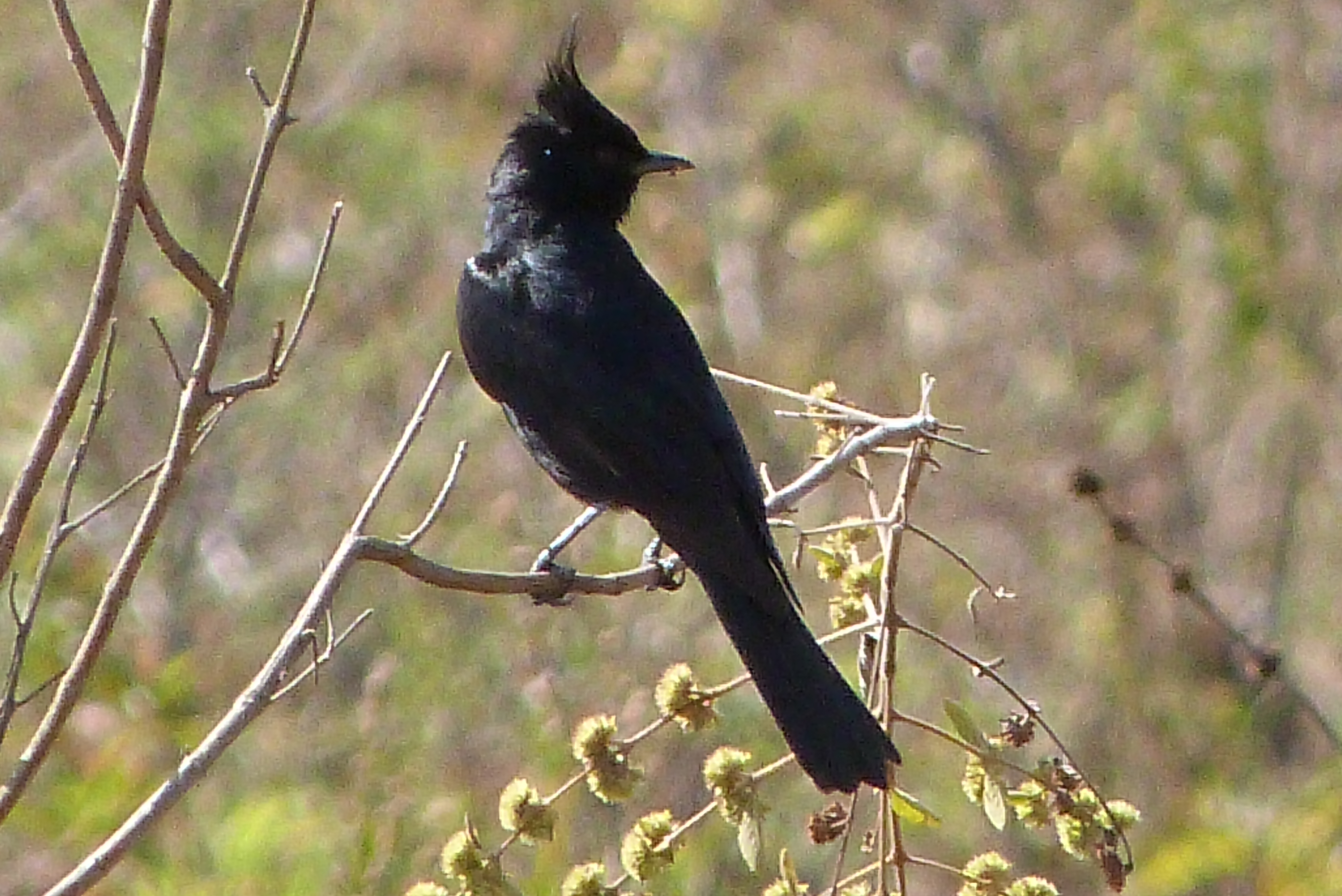

## Utbredning och systematik
Fågeln förekommer från södra centrala och sydöstra Brasilien till Uruguay och nordöstra Paraguay. Den behandlas som monotypisk, det vill säga att den inte delas in i några underarter.

## Levnadssätt
Tofssottyrannen hittas i gräsmarker och savann med spridda träd.

## Status
Arten har ett stort utbredningsområde och beståndet anses vara stabilt. Internationella naturvårdsunionen IUCN listar den därför som livskraftig (LC).